# Caulleriella serrata
Caulleriella serrata är en ringmaskart. Caulleriella serrata ingår i släktet Caulleriella och familjen Cirratulidae.
Artens utbredningsområde är havet utanför Belgien. Inga underarter finns listade i Catalogue of Life.